# Nicanor E. Gonzales
Nicanor E. Gonzales fue un político peruano. 
Fue elegido diputado suplente por la provincia de Paruro en 1892. Su mandato se vio interrumpido por la Guerra civil de 1894. 